# Sciarotricha biloba
Sciarotricha biloba är en tvåvingeart som beskrevs av Heikki Hippa och Pekka Vilkamaa 2005. Sciarotricha biloba ingår i släktet Sciarotricha och familjen sorgmyggor.
Artens utbredningsområde är Namibia. Inga underarter finns listade i Catalogue of Life.